# Knjige u 2006.
◄◄ | ◄ | 2003. | 2004. | 2005. | 2006.  | 2007. | 2008. | 2009. | ► | ►►
Arhitektura • Astronautika • Astronomija • Biologija • Film • Fotografija • Glazba • Kazalište • Kemija • Kiparstvo • Knjige • Književnost • Kršćanstvo • Meteorologija • Medicina • Planinarstvo • Politika • Pravo • Promet • Slikarstvo • Strip • Šport • Televizija • Znanost • Zrakoplovstvo • Željeznički promet
Knjige u 2006.

## Hrvatska i u Hrvata

### A
- Abadon, Upropastitelj, Ernesto Sabato. Prevoditelj: Dinko Telećan. Nakladnik: Sysprint. Broj stranica: 388. Beletristika. ISBN 953-232-120-9
- Alge, Jadranka Boban Pejić. Izdavač: Planetopija. Broj stranica:64. Kuharice. ISBN 978-953-257-024-1 nevaljani ISBN
- Amerika, Franz Kafka. Nakladnik: Šareni dućan. Broj stranica: 252. Beletristika. ISBN 953-6683-63-6
- Arthur i George, Julian Barnes. Prevoditelj: Dragan Koruga. Nakladnik: Celeber. Broj stranica: 408. Beletristika. ISBN 953-6825-68-6
- Austerlitz, Winifried Georg Sebald. Prevoditelj: Andy Jelčić. Nakladnik: Vuković & Runjić. Broj stranica: 315. Beletristika. ISBN 953-6791-57-9

### B
- Badem, Nedžma. Prevoditelj: Yves-Alexandre Tripković. Nakladnik: OceanMore. Broj stranica: 176. Ljubavni romani. ISBN 953-705-637-6
- Berlinski ručnik, Dražen Ilinčić. Nakladnik: Profil. Broj stranica: 121. Beletristika. ISBN 953-7213-04-8

### C
- Crvenkapica, Jurica Pavičić. Nakladnik: V.B.Z. Broj stranica: 196. Krimići i trileri. ISBN 953-201-615-5

### Č
- Čarobno drveće uma, Marian Diamond i Janet Hospon. Prevoditelj: Davor Stančić. Nakladnik: Ostvarenje. Broj stranica: 384. Roditeljstvo i odgoj djece. ISBN 953-6827-46-8

### O
- Od Bacha do Bauhausa, Viktor Žmegač. Nakladnik: Matica hrvatska. Broj stranica: 902. Društvene znanosti. ISBN 978-953-150-791-2

### Š
- Šestinski kišobran, Nada Iveljić. Izdavač: Katarina Zrinski. Broj stranica: 262. ISBN 953-236-056-5. nagrada "Grigor Vitez", 1972.

### Ž
- Žrtve sanjaju veliku ratnu pobjedu, Miljenko Jergović. Nakladnik: Durieux. Broj stranica: 471.  Beletristika. ISBN 953-188-233-9

## Vanjske poveznice
|  | Zajednički poslužitelj ima još gradiva o temi Knjige iz 2006. |